# Хиябани, Мохаммад
Мохаммед Гаджи Абдулгамид Хиабани Табризи (перс. محمد خیابانی‎, азерб. شئیخ محممد خیابانی / Şeyx Məhəmməd Hacı Əbdülhəmid oğlu Xiyabani; 1880 — 14 сентября 1920) — иранский политический и общественный деятель, предводитель национально-освободительного движения в Иранском Азербайджане, направленного против шахского режима в Персии (ныне Иран).

## Биография

### Молодость
Мохаммад Хиябани родился в 1880 году в селении Хамене, вблизи Тебриза, в семье купца Хаджи Абдул Хамида. Получив там же начальное образование, едет в Петровск (Махачкала) и помогает отцу в торговых делах. После возвращения в Тебриз получил духовное образование. Овладел русским и французскими языками. Преподавал астрономию в тебризском медресе «Талибие».

### Начало политической карьеры
Во время Тебризского восстания 1908-1909 гг. Хиябани являлся одним самых из активных членов азербайджанского областного энджумена. Участвовал в сражении в квартале Хиябани, в котором проживал, после чего получил добавление к своему имени слова — Хиябани. Был депутатом второго созыва меджлиса Ирана. В 1909 вступает в Иранскую Демократическую Партию (ИДП).
После поражения революционных сил Хиябани покинул Персию. Через Мешхед и Баку он прибыл в Джульфу, затем, отправив семью в Тебриз, уехал на Северный Кавказ, где жил в Петровске и Владикавказе. В 1914 году он возвращается в Тебриз и организовывает литературно-философский кружок, где тайно занимался политической деятельностью. Был главой Провинциального Комитета ИДП. Хиябани, приветствуя революцию в России, начал открытую политическую деятельность в Провинциальном Комитете ИДП.
24 августа 1917 года на конференции Провинциального Комитета Хиябани был избран главой центрального комитета ИДП. На конференции была объявлена независимость Азербайджанской Демократической партии. Целью АДП было борьба с иноземными захватчиками и правительством англофила Восуга од-Довле. Официальным печатным органом ДПА была газета «Таджаддод», выходившая на азербайджанском и персидском языках. На страницах это газеты были опубликованы первые статьи Хиябани. В одной из своих статей под названием «Азербайджан» он писал о своей родине:
Ни разгром, ни грабежи, ни справедливости, ни гнёт не смогли сломить движение в Азербайджане за свободу и независимость. Подними голову, о Азербайджан, о демократия Азербайджана! Ты — одинокий пешеход на широкой площади обновления и совершенствования, у тебя есть опыт, ты выдержал испытание и ныне перед тобой открывается новая эпоха. Восстание против деспотизма, сопротивление иностранному господству, борьба с внутренними реакционными силами требует смелости и энергии, самоотверженности и стойкости... О бессмертный Азербайджан, высоко держи голову, живи и здравствуй навеки.
Во время Первой мировой войны турецкие войска летом 1918 года вошли на территорию Иранского Азербайджана и взяли под контроль его столицу Тебриз. Организованный Хиябани отряд численностью более 500 человек оказал сопротивление турецким войскам. 15 августа турецкое командование арестовала Хиябани, а также Мирзу Исмаила Ноубари и Гаджи Маммедли Бадамчи, выслав их сначала в Урмию, а затем в Карс. Из Карса в 1919 году Хиябани вернулся в Тебриз.

## Восстание

### Ход событий
6 апреля 1920 года под руководством АДП в Тебризе вспыхнуло вооружённое восстание. В течение двух дней основные правительственные учреждения перешли под контроль восставших. Выступая на 20-тысячном митинге в Тебризе, Мохаммад Хиябани заявил: «Сегодня я официально заявляю перед всем миром, что мы восстали против правительства Восуга од-Доуле, подписавшего несправедливое соглашение с Англией». Из Тебриза восстание перекинулось и на другие города. В течение июня под контроль повстанцев перешли Зенджан, Марага, Ахар, Хой, а позднее и Ардебиль. В Зенджане власть перешла в руки местной демократической организации под руководством Мохаммада Али Башмагчи. События в Азербайджане вызвали резко негативную реакцию у центрального правительства. Премьер-министр Восуг од-Доуле назвал Иранский Азербайджан «чёрной язвой» (кара-яра) на государственном организме Ирана, объявив, что в Иране не будет мира, пока не утихнет Азербайджан.
23 июня Хиябани созвал в Тебризе региональную конференцию ДПА, на которой делегаты приняли решение переименовать Азербайджан в «Азадистан» (азерб. «Страна свободы»). На базе «Общественного совета» было образовано национальное правительство во главе с Мохаммадом Хиябани, которое переехало из здания редакции газеты «Таджоддод» в бывшую резиденцию наследного принца Алагапы, где до восстания располагались правительственные учреждения. Член национального правительства, министр просвещения Абдулла Абдулла-заде в письме к министру иностранных дел Советского Азербайджана Мирзе Давуду Гусейнову 19 августа писал:

Четыре месяца тому назад… мы вместе с шейхом Мохаммедом Хиябани подняли восстание против капитализма, феодализма. После долгих трудов мы захватили государственные учреждения и здание, в котором находился валиахд и, назвав область Азербайджан Азадистаном, занимались день ото дня расширением сферы влияния. Надеюсь, что в скором времени мы откроем двери к счастью иранским крестьянам и рабочим, а вы в свою очередь через лицо, которое передаст вам письмо, отправите нам новые и полезные книги, которые нам очень нужны… Передайте от меня привет Нариманову и скажите ему, если возможно, пусть вышлет мне хорошие и полезные книги, чтобы мы были в курсе новых событий.

Национальное правительство приступило к проведению реформ и мероприятий в Иранском Азербайджане. На продовольственные товары были снижены цены, установились твёрдые цены на рис, сахар, керосин, также началась борьба со спекуляцией. Правительство предприняло меры по упорядочению товарообмена между Тебризом и близлежащими селениями. Хиябани попытался ввести подоходный налог, призванный заменить все прочие, более несправедливые налоги. Появились школы с бесплатным обучением на азербайджанском языке для детей бедняков. В Тебризе были открыты школы «Мамедийе», «Хикмет», бесплатная женская школа и другие учебные заведения. За период существования Национального правительства были созданы больница «Шир-о-хоршид» на 200 коек, Воспитательный дом для беспризорных детей и дом для инвалидов и одиноких стариков на 80 человек. Правительство Хиябани восстановило Серабскую телеграфную линию и начало проводить новую линию от Тебриза до Шабустари.
25 июня шах отправил в отставку правительство Восуга од-Доуле и 4 июля был сформирован кабинет министров во главе с Моширом од-Доуле. Новый премьер-министр, вступив в переговоры с Хиябани, пытался убедить его прекратить восстание по той причине, что оно было направлено только против правительства Восуга од-Доуле. В свою очередь шейх Хиябани отклонил это предложение и в одной из своих речей заявил:
Следует ли думать... что мы должны прекратить восстание только потому, что у власти появились другие люди?.. До тех пор, пока министров назначает шах, наше восстание не прекратиться... Мы потребуем от нового правительства провести некоторые мероприятия, если оно согласиться — очень хорошо, в противном же случае мы будем неуклонно продолжать наше дело и вести борьбу до тех пор, пока не увидим у власти правительство, состоящее их нас самих.
16 августа новым генерал-губернатором в Тебризе был назначен председатель Тегеранского комитета Демократической партии и член правительства Мохбер ос-Салтане. Несмотря на то, что повстанцы отказались признать его генерал-губернатором, они, учитывая, что он был одним видных деятелей Демократической партии, разрешили ему проживать в городе. Воспользовавшись тем, что демократы не разоружили иранскую казачью дивизию, ос-Салтане переманил на свою сторону казачьи отряды, расквартированные на окраине города. К ним присоединились курдское племя шаккак, возглавлявшееся харизматическим вождём Исмаилом Ага Самит Гу (Симко), и племя шахсевен. Как замечает Реза Годс «в этом объединённом нападении нашли отражение национальная вражда между курдами и азербайджанцами и консерватизм шахсевенов».
Ночью 11 сентября Мохбер ос-Салтане покинул Тебриз и прибыл в казармы казачьей дивизии, расположенные за городом. Вскоре казачьи части внезапно перешли в наступление, подвергнув перед этим бомбёжке центр города. Часть из них атаковали Алагапы и 12 сентября взяли его, другие части были выставлены на важнейших частях города. Несмотря на активное сопротивление демократов, из-за внезапности нападения им не удалось объединить свои силы для отпора нападавшим, что привело к расколу в рядах восставших. Почти каждому из них пришлось обороняться поодиночке, в своём доме. Многие демократы погибли в боях. 14 сентября казаки схватили Мохаммада Хиябани в доме Хасана Миянеджи, где тот скрывался от преследователей. Хиябани был убит казацкой пулей в подвальном этаже дома. Подавление Тебризского восстания сопровождалось крайней жестокостью. Сотни домов в городе были сожжены, арестованы тысячи людей. Многих из них казнили или сослали. По приказу Мохбера ос-Салтане было уничтожено свыше 300 семей восставших, их дома разорены, а имущество разграблено. Не пощадили даже малолетних детей. В частности, были убиты годовалый сын Гийами и внук Бадамчи. Дома Хиябани, Гянджеи, Бадамчи, Таги Таджаддода, Абдолла-заде, Гийами и других руководителей восстания, а также рынок были разграблены казаками с разрешения Мохбера ос-Салтане. За подавление выступлений в Иранском Азербайджане и других районах страны, Ахмед-шах наградил премьер-министра Мошира од-Доуле орденом «Тадже Каян» I степени.

## Характер восстания
Мятеж Хиябани является одним из важных событий в истории Ирана, о котором высказывались противоречивые мнения. Так, председатель кабинета министров того времени Мушир ал-Даула и сторонники правительства считали восстание под предводительством Хиябани движением против центральной власти Ирана. М. С. Иванов даёт следующее заключение: «Хиабани и его соратники пропагандировали идею создания независимого, азербайджанского демократического государства — буржуазной республики». Однако такая оценка является необоснованной, поскольку не подтверждается характером событий. В своих ежедневных выступлениях Хиябани всегда подчёркивал: "Целью нашего восстания является величие Ирана, и Азербайджан — неотъемлемая его часть". Он верил в революционизирующую роль Азербайджана для всего Ирана: "Мы всегда были впереди. Нас никогда не видели в последних рядах. Какими бы быстрыми и ловкими ни были иранские свободолюбцы, при объединении с нами они станут ещё более прогрессивными и энергичными и смогут заложить основу свободы", «Тебриз принесёт Ирану освобождение». Ленчовски пишет:

Хийабани, который вообще-то был проповедником и отменным оратором, исполнил блестящую политическую партию и на коллективных митингах потребовал принципиальных изменений в политической организации Ирана. В выступлениях о свободе, более высоких нравственных принципах и большем содействии образованию он упоминал о новом режиме и говорил, что, с его точки зрения, он не должен быть ничем иным, кроме как демократией. Основной печатный орган партии Хийабани, называвшийся «Таджаддуд», печатал его речи и рассказывал о его суждениях по поводу принципиальных реформ. Борьба Хийабани и его соратников национал-демократов против правительства Вусук ал-Даулы в действительности была ничем иным, как борьбой против английского влияния в Иране... Помимо того, что национал-демократы Тебриза отказались сотрудничать с большевиками, они заявили, что не согласны со вводом советских войск в Энзели и не признают правомочность договора русских с Мирзой Кучик-ханом Джангали.
Г. М. Еганян даёт следующую трактовку движения Хиябани

движение, возглавляемое Хиабани и Демократической партией, было в основном направлено против иностранного империализма, за освобождение всего Ирана от империалистического гнёта. И так как этой цели нельзя было достигнуть без борьбы против тогдашнего иранского правительства и правящих кругов, являвшихся агентурой империалистов, то, следовательно, движение стремилось к восстановлению прав, данных монархической конституцией, а также к приобретению широких автономных прав для населения Иранского Азербайджана.

## Интересные факты
- Президент, а затем Высший руководитель Ирана великий аятолла Али Хаменеи является племянником супруги Мохаммада Хиябани[24].

## Память
- Именем Мохаммада Хиябани названа одна из улиц Баку (Азербайджан)[25].